# Tuerie d'Auriol
La tuerie d'Auriol est l'assassinat de six personnes dans la nuit du 18 au 19 juillet 1981 à Auriol (Bouches-du-Rhône) dans la bastide familiale de Jacques Massié. Celui-ci était le chef de la section marseillaise du Service d'action civique (SAC), organisation politique liée dans les années 1960 au gaullisme. 
L'adjoint local de Jacques Massié le soupçonnait de vouloir remettre à des mouvements de gauche des dossiers concernant les membres locaux de l'organisation.
La famille de Massié — son épouse, son fils âgé de 7 ans, ses beaux-parents et son futur beau-frère — est assassinée à son domicile, Massié lui-même est tué à son retour.
Par ailleurs, des investigations journalistiques approfondies font apparaître la piste de plusieurs autres victimes l'année précédente, mais celles-ci n'aboutiront pas et resteront pour la justice des affaires non élucidées.
Ce crime, qui émeut la France, devient une affaire d'État. À la demande du président Mitterrand, le gouvernement dissout le SAC le 3 août 1982.
Les assises des Bouches-du-Rhône ont jugé, en mai 1985 les six accusés dont trois ont été condamnés à la réclusion à perpétuité, deux à vingt ans de prison et un autre à quinze ans.

## Faits

### Contexte

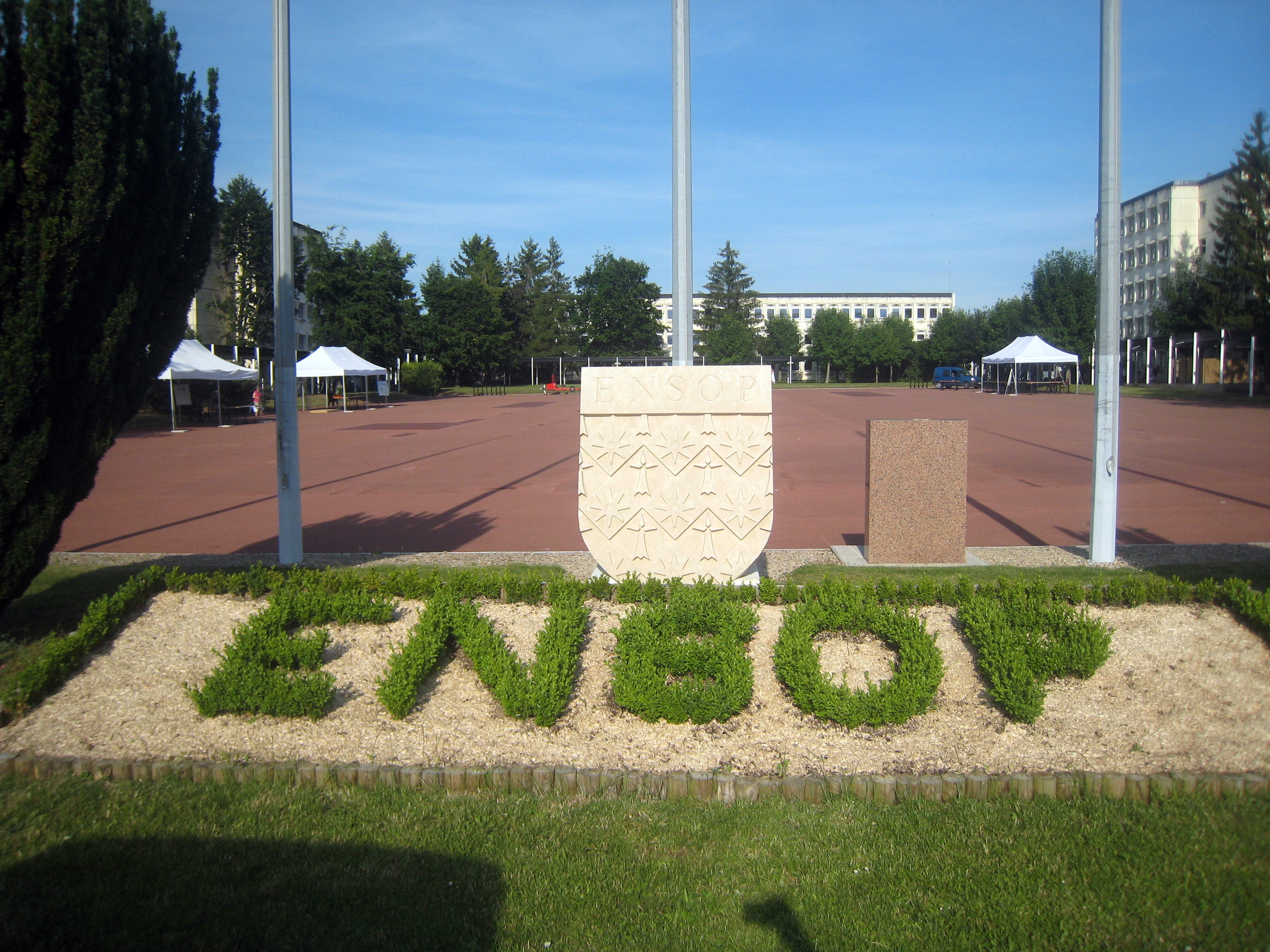
École nationale supérieure des officiers de police.

Jacques Massié, 41 ans, est un brigadier de police affecté à Marseille. Il vit avec son épouse Marie-Dominique, 34 ans, et son fils Alexandre, 7 ans, dans une vieille bastide provençale du lotissement de la Douronne à Auriol. Le policier est aussi le chef de la section des Bouches-du-Rhône du Service d'action civique (SAC). 
Les fortes rivalités internes de cette milice gaulliste créée par Jacques Foccart sont aggravées par les grandes craintes qu'elle nourrit depuis l'arrivée au pouvoir de la gauche en cette année 1981. Jean-Joseph Maria, adjoint de Massié dans cette section du SAC, soupçonne ce dernier de trahison et de diverses malversations (notamment de détourner les cotisations des membres du club de tir du SAC, ou d’extorsion de fonds auprès des bars de Marseille et Toulon au nom du SAC pour payer sa Ferrari rouge et sa bastide), et finit par en convaincre les autres membres avec l’objectif d'exclure Massié. 
Le brigadier Massié qui a obtenu grâce à son réseau de connaissances une place à l'école des inspecteurs de police à Cannes-Écluse enchaîne par ailleurs des absences répétées. Maria craint que Massié ne finisse par remettre ses documents confidentiels à des mouvements de gauche. Ces rumeurs vont conduire au massacre d'une famille entière,.

### Première tentative de meurtre
Le samedi 25 avril 1981, Jacques Massié vient d'avoir un entretien avec son successeur à la tête du SAC local. Il circule à bord de son véhicule lorsqu'il est victime de plusieurs coups de feu tirés par deux inconnus à moto. Il ressort indemne de cette tentative de meurtre et prévient aussitôt ses collègues, en précisant qu'il soupçonne fortement son adjoint au SAC, Jean-Joseph Maria, 54 ans, gérant d'une entreprise de peintures, et l'un de ses fidèles, Lionel Collard, 31 ans, ancien parachutiste de la Légion étrangère devenu ouvrier à l'usine Chambourcy de Mazargues. Il remet également aux enquêteurs une liste comportant les noms et adresses des membres de l'organisation.
Après cet échec, Maria et Collard reviennent à la charge : ils recrutent une équipe et la chargent de procéder à la surveillance des allées et venues de Massié dans le but de le kidnapper, récupérer les dossiers sensibles vraisemblablement stockés dans la bastide familiale et mettre un terme au problème Massié[pas clair]. Dans le même temps, l’épouse de Massié demande à l'école de son fils de redoubler de vigilance.

### Assassinats
Le samedi 18 juillet 1981, Jacques Massié, son épouse Marie-Dominique, et leur jeune fils âgé de 7 ans, Alexandre, se trouvent dans la bastide familiale. Sont également présents les beaux-parents de Massié, Jules et Emmanuelle Jacquèmes, ainsi que son beau-frère, Georges Ferrarini, compagnon de sa sœur Marina. 
Vers 15 heures, Massié quitte la maison en empruntant le véhicule de son beau-frère, par méfiance à la suite des coups de feu reçus en avril, et laisse de fait le sien garé en évidence. C'est le moment que choisit un commando de six malfaiteurs masqués et armés pour investir la maison. Ces hommes ne peuvent que constater l'absence de leur cible et surtout la présence de cinq personnes devenues des témoins gênants. Le commando, formé de Jean-Joseph Maria, Lionel Collard, Jean-Bruno Finochietti, un instituteur de 31 ans, et de trois employés des Postes encartés à la CGT — Didier Campana, Ange Poletti et Jean-François Massoni —, décide alors d'attendre le retour de Massié en prenant toute la famille en otage. Les otages sont alors conduits au premier étage dans l'une des chambres, où ils sont ligotés.
Trois heures passent, les malfaiteurs s'impatientent. À l'étage, l'enfant et sa mère n'ont alors que peu de mal à reconnaître celui qui les garde, dont le visage est simplement dissimulé par un masque de chirurgien : Jean-Bruno Finochietti, un instituteur qui a donné auparavant des cours au jeune garçon. La révélation est fatale car, à 18 heures, Collard décide qu'il faut exécuter tout le monde. Un à un, les membres de la famille Massié doivent redescendre les escaliers et sont étranglés à l'aide d'une cordelette ou tués à l'arme blanche. Consciente du massacre qui se déroule, Marie-Dominique Massié implore Finochietti d'épargner son fils, en vain. Ce dernier, endormi, est transporté par Finochietti jusqu'à Ange Poletti, lequel lui porte plusieurs coups de tisonnier sur le crâne. Mais l'enfant peine à mourir. Ne supportant plus ses râles, Finochietti l'achève de plusieurs coups de couteau. Les corps sont ensuite transportés vers une mine désaffectée, près de la commune des Mayons.
Jacques Massié est finalement tué alors qu'il regagne son domicile vers 3 heures du matin, loin d'imaginer ce qui a pu arriver aux siens. Les malfaiteurs déclenchent un incendie dans le but de faire disparaître les éléments de preuves et prennent aussitôt la fuite, en emportant les dossiers qu'ils convoitaient.

## Enquête

### Premières constatations
Le lendemain, dimanche 19 juillet, le voisinage découvre une maison à demi consumée par le feu, un intérieur dévasté et des traces de sang. Marina Massié, la sœur de Jacques Massié, arrive également à la bastide où est prévu un repas de famille auquel devait participer son fiancé normalement déjà présent depuis la veille. Elle constate l'incendie et se rend dans un premier temps à l'hôpital local puis décide de rapporter les faits à la gendarmerie.
Les gendarmes se rendent sur place et comprennent immédiatement qu'ils sont sur une scène de crime : l'incendie a été déclenché au moyen de bougies placées sous les rideaux de l'escalier menant à l'étage, où des masques chirurgicaux sont découverts sur un lit, avec des liens, des ficelles et des vêtements maculés de sang.
Les objets n'ayant pas brûlé sont placés sous scellés et envoyés au laboratoire de la gendarmerie pour analyses. Les enquêteurs retrouvent le véhicule Mercedes des beaux-parents à trois cents mètres de la bastide : dans le coffre se trouve un mocassin. Tout autour, des objets sont dispersés : une chevalière, une paire de lunettes, un briquet, etc. comme si quelqu'un avait perdu ces objets en tentant de fuir. La piste s'arrête à une grande tache de sang sur un trottoir, à l'endroit même où Jacques Massié a été rattrapé et égorgé par Finochietti[réf. nécessaire].
Placée sous l'autorité du juge d'instruction Françoise Llaurens-Gérin aux motifs d'enlèvements, séquestrations, homicides volontaires, l'enquête est confiée au service régional de la police judiciaire de Marseille.

### Rapides arrestations et premiers aveux
Les premières auditions menées avec des témoins et proches des Massié dans la journée du 19 juillet orientent aussitôt l'enquête vers le milieu du SAC et les noms de Maria, Collard et Finochietti déjà cités. Ces derniers sont aussitôt interpellés. Maria et Collard résistent aux interrogatoires et aux confrontations, mais l'instituteur craque et avoue au terme de quarante heures de garde à vue lorsque les premières preuves lui sont présentées : ses empreintes digitales ont été identifiées sur une bouteille de boisson gazeuse trouvée sur place. Il avoue sa participation à six meurtres mais refuse de donner des noms et réalise un dessin qu'il baptise : Sur l'écran noir de mes nuits blanches. Les visages y sont noircis et l'instituteur désigne ses complices par des lettres de l'alphabet : A, B, C et D. Par la lettre Z, il désigne le commanditaire, et parle d'un ordre direct « venu d'en haut ».
À partir des indications de Finochietti, le corps de Jacques Massié est découvert au col du petit Galibier dans le Var et exhumé dans la journée du 22 juillet.
Le 30 juillet, Massoni avoue que les corps des autres membres de la famille Massié sont dissimulés dans une ancienne mine près du village Les Mayons dans le Var.

### Commission rogatoire
La juge d'instruction délivre une commission rogatoire aux enquêteurs et de nouvelles arrestations ont lieu dans le milieu du SAC marseillais mais également au bureau national. Dans le même temps, l'enquête sur la personnalité et le train de vie de Jacques Massié jette le trouble. À la tête du SAC local, il serait effectivement à l'origine de nombreuses malversations, non pas pour les caisses du mouvement, mais bien pour son seul bénéfice, ce qui a entraîné sa chute.
Des moyens exceptionnels sont déployés. Les trois employés des postes tombent dans ce coup de filet et se montrent plus prolixes : ils reconnaissent leur participation à l'opération et dévoilent les zones d'ombre. Le 24 juillet, le secrétaire général du SAC, Pierre Debizet, et le trésorier, Gérard Daury, sont arrêtés et placés en détention provisoire. L'emploi du temps de Debizet laisse alors apparaître un voyage à Marseille dans la journée du 5 mai 1981 et une rencontre avec des membres locaux du SAC. Il aurait déclaré que la question du « problème Massié » devait « être réglée ». Finochietti, Campana, Poletti et Massoni plaident coupables. Maria et Collard restent sur leurs positions.

### Suites
L'audition de Pierre Debizet, secrétaire général du SAC, pourtant inculpé de complicité d'homicide volontaire par le juge Françoise Llaurens-Guérin, n'a pas fourni d'éclaircissements sur son rôle dans l'inspiration du meurtre.
Marina Massié, sœur de Jacques Massié, s'est constituée partie civile. Elle a pour avocat Me Gilbert Collard, qui aura lors de la détention préventive et l'audition du secrétaire général du SAC le « sentiment » que l'instruction a « progressé ». Ce dernier bénéficiera finalement d’un non-lieu.
La presse suggère alors qu'il faut aussi rechercher les mobiles du meurtre dans les étranges disparitions, les mois précédents, de plusieurs membres du SAC, tous amis de Jacques Massié. Le journal Le Monde observe en particulier que certaines informations de source policière évoquent cinq autres disparitions de compagnons de Jacques Massié mais les enquêteurs n'en confirment qu'une seule, celle d'un homme qui le 16 février 1980 a reçu un appel téléphonique à son domicile et n'a plus été revu ensuite.

## Procès
Les assises des Bouches-du-Rhône ont jugé, en mai 1985, Finochietti, Campana, Poletti, Massoni, qui ont plaidé coupable. Maria et Collard ont au contraire démenti toute participation.
Jean-Joseph Maria, Lionel Collard et Ange Poletti ont été condamnés à la réclusion à perpétuité, Jean-Bruno Finochietti et Didier Campana à vingt ans de prison, et Jean-François Massoni à quinze ans. Pierre Debizet, secrétaire général du SAC, inculpé et renvoyé, dans un premier temps, devant les assises, a bénéficié, après cassation, d'un non-lieu rendu par la chambre d'accusation de Paris. Il est mort en mai 1996.
Vingt-six ans après les faits, Marina Massié a croisé par hasard Jean-Bruno Finochietti dans la rue. Le journal La Provence les a réunis pour qu'ils puissent dialoguer. Finochietti apparaît rempli de remords, il dit vivre avec les dernières paroles de Jacques Massié en tête et ne pouvoir s'empêcher de penser à Alexandre lorsqu'il voit un enfant. Marina Massié ne pardonnera jamais à l'ancien instituteur mais elle se sent apaisée de voir cet homme répondre à ses questions avec sincérité et regrets sans jamais se dérober,.

## Suites

### Dimension politique
Par le déchaînement de violence et par les implications politiques de ces assassinats, l'affaire a eu un grand retentissement dans la presse française au début des années 1980. Elle a généralement mis en lumière la persistance de diverses organisations paramilitaires extrémistes et la négligence bienveillante de l'appareil d'État à leur égard pendant deux décennies. L'affaire entraînera la dissolution du SAC par le président François Mitterrand le 3 août 1982. Une commission d'enquête parlementaire (uniquement composée de membres de la majorité de gauche, la droite ayant refusé d'y siéger) avait été constituée immédiatement après les faits mais décida de ne pas demander la dissolution du SAC. Cette question fut cependant abordée par le Parlement, qui vota la dissolution.

### Point de vue de François Mitterrand

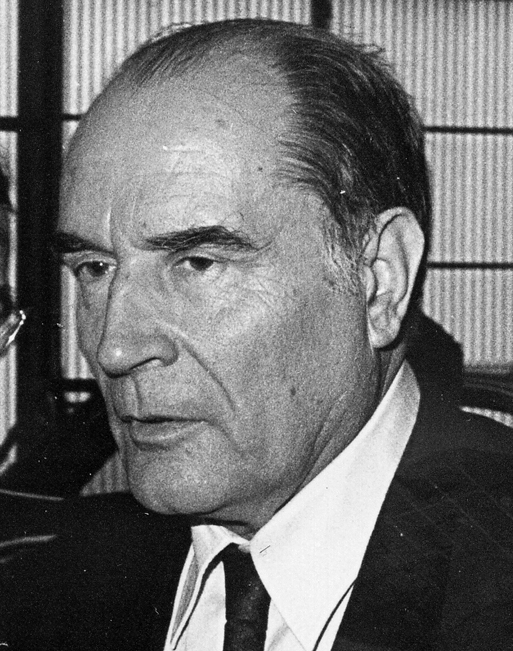
François Mitterrand vers 1978.

Dans ses mémoires de conseiller de François Mitterrand, Jacques Attali rapporte une conversation privée au cours de laquelle le président de la République lui confie avoir été touché par cet événement : 

« François Mitterrand : “Ces gens-là sont encore très puissants. Ils essaieront de déstabiliser le régime. Ce qui est arrivé à Salvador Allende peut m'arriver. Je le sais.” Il me confie, sans précisions, qu'il a reçu des menaces après le 10 mai. Un jour, lors d'un voyage en province, quelqu'un lui glissera dans la main un message pour lui prouver qu'on peut l'assassiner, le moment venu, sans difficulté. »

### Articles de presse
- Le Monde, 1er août 2006, p. 15 : Jacques Follorou, « La tuerie d'Auriol : massacre chez les barbouzards », sur lemonde.fr, 31 juillet 2005.
- Article de La Provence sur la rencontre Massié-Finochietti, « Tuerie d'Auriol : 26 ans après, l'incroyable confrontation ».

### Documentaire télévisé
- Faites entrer l'accusé, présenté par Christophe Hondelatte, en janvier 2007 et mai 2008, La Tuerie d'Auriol, sur France 2